# Max Deutsch
Max Deutsch (Viena, 17 de noviembre de 1892 - París, 22 de noviembre de 1982) fue un compositor, director de orquesta y profesor austriaco-francés.

## Biografía
Nació en Viena, donde inició sus estudios musicales de la mano del compositor y profesor Arnold Schönberg. En 1921 se trasladó a Ámsterdam como asistente de Schönberg. Posteriormente fue miembro y profesor en la UNESCO. Entre 1970 y 1971 dio clases en la Sorbona, para finalmente, desde 1972 entrar a formar parte del profesorado de la École Normale de Musique de París.</ref>
Konstantín Stanislavski encargó una obra que se convertiría en la ópera Schach. Su "sinfonía cinematográfica" Der Schatz surgió de un encargo del director de cine austríaco Georg Wilhelm Pabst para proporcionar una banda sonora original para su película de 1923. En estructura, Der Schatz fue creada en dos formatos: una banda sonora para película y una obra sinfónica independiente. La sinfonía de cinco actos sobrevivió porque el manuscrito en esta última forma fue donado al Deutsches Filminstitut en 1982, poco antes de que Deutsch muriera. Una veintena de años después, DeutschlandRadio Berlin colaboró con la Staatsphilharmonie Rheinland-Pfalz, dirigida por Frank Strobel , para producir una grabación de "esta obra sinfónica extremadamente rara y totalmente desconocida". La grabación se convirtió en la base de una "restauración sincronizada" de la película. Como música de película, la "pieza está compuesta para una orquesta de teatro del tipo que se encontraba típicamente en los cines europeos de la época". Recuerda el trabajo de Kurt Weill y Stefan Wolpe , y anticipa las bandas sonoras modernistas de Max Steiner , adoptando leitmotivs dodecafónicos atonales expresionistas . Se desarrollan la ambientación y los personajes; aparecen pianos en todas partes.
Fundó el teatro Der Jüdische Spiegel (El Espejo Judío) en París. Asentado en Francia, compuso numerosas obras al estilo de su maestro Schönberg, Anton Webern o Alban Berg. De 1940 a 1945 Deutsch sirvió en la legión extranjera francesa. Después de la Segunda Guerra Mundial, se dedicó principalmente a la enseñanza de la música, siguiendo principalmente los principios de Schönberg. Entre sus alumnos en París se encontraron compositores como Jorge Arriagada, Girolamo Arrigo, Colette Bailly, Sylvano Bussotti, Philippe Capdenat, Gérard Condé, Rudi Martinus van Dijk, Ahmed Essyad, Jacqueline Fontyn, Sylvia Hallett, Donald Harris, Félix Ibarrondo, Oswaldo González, György Kurtág, Philippe Manoury, Patrick Marcland, Luis de Pablo, Yves-Marie Pasquet, Kyriakos Sfetsas, Raymond Vaillant, David Chaitkin, Edmund Cionek, Eugene Kurtz, Allen Shearer, Dean C. Taylor, Nicholas Maw, Srul Irving Glick y el director de orquesta Alexandre Myrat.
Falleció en París, el 22 de noviembre de 1982.